# 吕延
呂延（？—397年），略陽郡（治今甘肅天水市）氐族人，呂婆樓之子，後涼宗室。後涼懿武帝呂光之弟。封天水公。
397年，后凉王吕光讨伐西秦王乞伏乾归。乞伏乾归手下请求东逃到成纪去躲避。乞伏乾归認為吕延勇而无谋，不值得担心。吕光的精兵全部由吕延统率，吕延一败，吕光自然撤退。天水公吕延率领枹罕的军队攻克临洮、武始、河关。乞伏乾归派人放假消息，自己的军队已溃散，乞伏乾归逃往成纪。吕延不听司马耿稚的劝阻，带领轻装的骑兵前去追赶，和乞伏乾归遭遇，吕延战死，耿稚与将军姜显收集散逃的士兵，回枹罕去驻守。吕光领兵退回姑臧。